# قصر الخلد العباسي
قصر الخلد
هو أحد قصور بغداد الشهيرة إبان الخلافة العباسية، والذي أمر بتشييده وتأنق في بنائه وتجميله الخليفة العباسي أبو جعفر المنصور وشيد على شاطيء نهر دجلة، فوق مصب الصراة بقليل، ووراء باب خراسان، سنة 157ه‍/773م، وفي سنة 158ه‍/774م، نزل فيه.

## التسمية
ان اختيار الاسم له علاقة بالآيات القرآنية التي جاء فيها ذكر لجنة الخلد، ويبدوا ان المنصور أطلق هذه التسمية تميناً بما ورد في المصحف من ذكر للتسمية في تلك الآيات، متفائلاً بخلود ملكه وبقاء الخلافة في بنيه.

## أخبار عن القصر
ان من تولى بناؤه الربيع بن يونس وابان بن صدقة، ومن اخباره التي ذكرها المؤرخين، هي عندما اقترن هارون الرشيد بابنة عمه زبيدة بنت جعفر أيام خلافة والده المهدي، أقيم حفل الزواج في هذا القصر، وكان من أحب المنازل إلى هارون. وكان والده قد استعد لهذه المناسبة مالم يستعد لاحد من العباسيين قبله من الآلآت الموسيقية والآنية والفرش والمتاع والقماش والطيب والجوهر والخدم والوصائف.وأعدَّ لزبيدة درع من اللؤلؤ، وهي شبه القميص تفوق حد الوصف، وحشر الناس من الآفاق وفرّق من الأموال في ذلك العرس ما لم يتصور ان بيوت الأموال تخرجه، وكانت أواني الذهب تملأ دراهم وأواني الفضة تملأ دنانير ويدفع إلى وجوه الناس إلى غير ذلك من نوافج المسك وقطع العنبر وخلع الوشي.وكان ذلك العرس في المحرم سنة 165ه‍/781م.وهذه الوليمة إحدى ولائم الإسلام الثلاث الكبرى، وهي أولاهن، والثانية وليمة المأمون في زواجه من بوران بنت الحسن بن سهل، والثالثة وليمة المتوكل في طهور إبنه إبي عبد الله الزبير قبل خلافته وهو المعتز بالله، وكانت في قصر المتوكل، المعروف بقصر بلكوارا، في قادسية سامراء.